# Ring (加藤ミリヤのアルバム)
「Ring」（リング）は、日本のシンガーソングライター・加藤ミリヤの4枚目のオリジナル・アルバム。2009年7月8日にSony Music Records内のレーベルMASTERSIX FOUNDATIONから発売された。

## 概要
オリジナルアルバムとしては『TOKYO STAR』から約1年3ヶ月ぶりの発売となる。

コンピレーションアルバム『BEST DESTINY』以降に発売されたシングル3曲を含む全15曲が収録。なお、今作ではカップリング曲は一切収録されていない。初回生産限定盤にはDVDが付属。なお、初回生産限定盤に限っては現在、入手困難となっている。
初回生産限定盤と通常盤の2形態でリリースされた。
このアルバムのリード曲は「Aitai」であり、レコチョクの着うたフルランキングで7月度月間1位を獲得。着うたも70万ダウンロードを超えるヒットとなった。アルバム発売1か月後にして8月7日にプロモーションとして「ミュージックステーション」に出演。また2010年9月11日に公開された映画『悪人』の劇中歌として起用された。ミュージックビデオも制作されており、同年11月に発表されたシングル『WHY』の初回限定盤DVDには、「Aitai」のミュージックビデオとメイキング映像が収録されている。
このアルバムを引っさげて、全国ツアー「SAMOURAI WOMAN Vanity presents 加藤ミリヤ “Ring” tour 2009 supported by Kawi Jamele」に乗り出す。

## チャート成績
オリコンウィークリーランキングでTOP3内4週連続ランクインした。シングル・アルバム通じて自身最大の売上げを記録している。

## 収録曲

### CD
1. SAYONARAベイベー (4:29)
作詞・作曲：Miliyah / 編曲：Shinichiro Murayama
  - 13thシングル (両A面1曲目)
2. Aitai (4:30)
作詞・作曲：Miliyah / 編曲：Shinichiro Murayama
  - アルバムリード曲
  - トリプル・プラチナ（シングルトラック、日本レコード協会）[2]
  - 映画『悪人』劇中歌（2010年公開）
3. Love Forever / 加藤ミリヤ×清水翔太 (5:11)
作詞・作曲：Shota Shimizu、Miliyah / 編曲：3rd Productions
  - 15thシングル表題曲
  - ミリオン（シングルトラック、日本レコード協会）[3]
4. Breath Again (4:32)
作詞・作曲：Miliyah / 編曲：3rd Productions
5. Love for you (3:58)
作詞・作曲：Miliyah / 編曲：3rd Productions
6. ありがとう、 (4:41)
作詞・作曲：Miliyah / 編曲：THE COMPANY
7. この街のどこかで (4:18)
作詞・作曲：Miliyah / 編曲：Shinichiro Murayama
8. Dance tonight (3:59)
作詞・作曲：Miliyah / 編曲：Shinichiro Murayama
9. 20 -CRY- (4:10)
作詞・作曲：Miliyah / 編曲：Shinichiro Murayama
  - 14thシングル表題曲
  - プラチナ（シングルトラック、日本レコード協会）[4]
  - ケータイ音楽ドラマ「20 -CRY-」主題歌
10. Time is Money (4:40)
作詞・作曲：Miliyah / 編曲：Tomokazu "T.O.M" Matsuzawa from P☆G☆L☆M
11. あなたが欲しい (4:25)
作詞・作曲：Miliyah / 編曲：3rd Productions
12. Love me, hold me (5:05)
作詞・作曲：Miliyah / 編曲：Woo Philip
13. Happy Celebration (5:14)
作詞・作曲：Miliyah / 編曲：Shiokawa Mitsuki from P☆G☆L☆M
14. This is Love (5:36)
作詞・作曲：Miliyah / 編曲：MANABOON from TinyVoice, Production
15. People (4:04)
作詞・作曲：Miliyah / 編曲：Shinichiro Murayama
  - au LISMOドラマ「婚前特急 -ジンセイは17から-」主題歌

### 初回生産限定盤DVD
| #  | タイトル             | 作詞 | 作曲・編曲 |
| -- | -------------------- | ---- | ---------- |
| 1. | 「SAYONARAベイベー」 |      |            |
| 2. | 「恋シテル」         |      |            |
| 3. | 「20 -CRY-」         |      |            |
| 4. | 「Love Forever」     |      |            |

| #  | タイトル                              | 作詞 | 作曲・編曲 |
| -- | ------------------------------------- | ---- | ---------- |
| 1. | 「Episode 1「バースデイプレゼント」」 |      |            |
| 2. | 「Episode 2「ハンバーグ」」           |      |            |
| 3. | 「Episode 3「わすれもの」」           |      |            |